# 8.ª etapa do Tour de France de 2019
A 8.ª etapa do Tour de France de 2019 teve lugar a 13 de julho de 2019 entre Mâcon e Saint-Étienne sobre um percurso de 199 km e foi vencida pelo belga Thomas de Gendt da Lotto Soudal em solitário depois de ir escapado desde o quilómetro 0. O francês Julian Alaphilippe da Deceuninck-Quick Step recuperou o maillot jaune perdido dois dias atrás.

## Classificação da etapa
| \| Classificação por etapas \| Classificação por etapas \| Classificação por etapas \| Classificação por etapas \| Classificação por etapas \| \| Ciclista \| Ciclista \| Equipe \| Tempo \| \| \| ------------------------ \| ------------------------ \| ------------------------ \| ------------------------ \| ------------------------ \| \| 1. \| Thomas De Gendt \| Lotto-Soudal \| \| \| \| 2. \| Thibaut Pinot \| Groupama-FDJ \| + 6s \| \| \| 3. \| Julian Alaphilippe \| Deceuninck-Quick Step \| + 6s \| \| \| 4. \| Michael Matthews \| Team Sunweb \| + 26s \| \| \| 5. \| Peter Sagan \| Bora-Hansgrohe \| + 26s \| \| \| 6. \| Matteo Trentin \| Mitchelton-Scott \| + 26s \| \| \| 7. \| Xandro Meurisse \| Wanty-Gobert \| + 26s \| \| \| 8. \| Greg Van Avermaet \| CCC Team \| + 26s \| \| \| 9. \| Egan Bernal \| Team Ineos \| + 26s \| \| \| 10. \| Geraint Thomas \| Team Ineos \| + 26s \| \| |                    |                       |       |
| |                    |                       |       |
| Fonte: ProCyclingStats |                    |                       |       |
| Classificação por etapas |                    |                       |       |
| Ciclista | Ciclista           | Equipe                | Tempo |
| 1. | Thomas De Gendt    | Lotto-Soudal          |       |
| 2. | Thibaut Pinot      | Groupama-FDJ          | + 6s  |
| 3. | Julian Alaphilippe | Deceuninck-Quick Step | + 6s  |
| 4. | Michael Matthews   | Team Sunweb           | + 26s |
| 5. | Peter Sagan        | Bora-Hansgrohe        | + 26s |
| 6. | Matteo Trentin     | Mitchelton-Scott      | + 26s |
| 7. | Xandro Meurisse    | Wanty-Gobert          | + 26s |
| 8. | Greg Van Avermaet  | CCC Team              | + 26s |
| 9. | Egan Bernal        | Team Ineos            | + 26s |
| 10. | Geraint Thomas     | Team Ineos            | + 26s |

## Classificações ao final da etapa

### Classificação geral(Maillot Jaune)
| \| Classificação geral \| Classificação geral \| Classificação geral \| Classificação geral \| Classificação geral \| \| Ciclista \| Ciclista \| Equipe \| Tempo \| \| \| ------------------- \| ------------------- \| --------------------- \| ------------------- \| ------------------- \| \| 1. \| Julian Alaphilippe \| Deceuninck-Quick Step \| 34h17m59s \| \| \| 2. \| Giulio Ciccone \| Trek-Segafredo \| + 23s \| \| \| 3. \| Thibaut Pinot \| Groupama-FDJ \| + 53s \| \| \| 4. \| George Bennett \| Team Jumbo-Visma \| + 1m10s \| \| \| 5. \| Geraint Thomas \| Team Ineos \| + 1m12s \| \| \| 6. \| Egan Bernal \| Team Ineos \| + 1m16s \| \| \| 7. \| Steven Kruijswijk \| Team Jumbo-Visma \| + 1m27s \| \| \| 8. \| Rigoberto Urán \| EF Education First \| + 1m38s \| \| \| 9. \| Jakob Fuglsang \| Astana \| + 1m42s \| \| \| 10. \| Emanuel Buchmann \| Bora-Hansgrohe \| + 1m45s \| \| |                    |                       |           |
| |                    |                       |           |
| Fonte: ProCyclingStats |                    |                       |           |
| Classificação geral |                    |                       |           |
| Ciclista | Ciclista           | Equipe                | Tempo     |
| 1. | Julian Alaphilippe | Deceuninck-Quick Step | 34h17m59s |
| 2. | Giulio Ciccone     | Trek-Segafredo        | + 23s     |
| 3. | Thibaut Pinot      | Groupama-FDJ          | + 53s     |
| 4. | George Bennett     | Team Jumbo-Visma      | + 1m10s   |
| 5. | Geraint Thomas     | Team Ineos            | + 1m12s   |
| 6. | Egan Bernal        | Team Ineos            | + 1m16s   |
| 7. | Steven Kruijswijk  | Team Jumbo-Visma      | + 1m27s   |
| 8. | Rigoberto Urán     | EF Education First    | + 1m38s   |
| 9. | Jakob Fuglsang     | Astana                | + 1m42s   |
| 10. | Emanuel Buchmann   | Bora-Hansgrohe        | + 1m45s   |

### Classificação por pontos(Maillot Vert)
| Classificação por pontos | Classificação por pontos | Classificação por pontos | Classificação por pontos | Classificação por pontos |
| Ciclista                 | Ciclista                 | Equipe                   | Pontos                   |                          |
| ------------------------ | ------------------------ | ------------------------ | ------------------------ | ------------------------ |
| 1.                       | Peter Sagan              | Bora-Hansgrohe           | 204 pts                  |                          |
| 2.                       | Michael Matthews         | Team Sunweb              | 144 pts                  |                          |
| 3.                       | Sonny Colbrelli          | Bahrain-Merida           | 129 pts                  |                          |
| 4.                       | Elia Viviani             | Deceuninck-Quick Step    | 128 pts                  |                          |
| 5.                       | Matteo Trentin           | Mitchelton-Scott         | 90 pts                   |                          |
| 6.                       | Greg Van Avermaet        | CCC Team                 | 81 pts                   |                          |
| 7.                       | Caleb Ewan               | Lotto-Soudal             | 76 pts                   |                          |
| 8.                       | Julian Alaphilippe       | Deceuninck-Quick Step    | 69 pts                   |                          |
| 9.                       | Jasper Stuyven           | Trek-Segafredo           | 69 pts                   |                          |
| 10.                      | Dylan Groenewegen        | Team Jumbo-Visma         | 66 pts                   |                          |

### Classificação da montanha(Maillot à Pois Rouges)
| Classificação da montanha | Classificação da montanha | Classificação da montanha  | Classificação da montanha | Classificação da montanha |
| Ciclista                  | Ciclista                  | Equipe                     | Pontos                    |                           |
| ------------------------- | ------------------------- | -------------------------- | ------------------------- | ------------------------- |
| 1.                        | Tim Wellens               | Lotto-Soudal               | 43 pts                    |                           |
| 2.                        | Thomas De Gendt           | Lotto-Soudal               | 37 pts                    |                           |
| 3.                        | Giulio Ciccone            | Trek-Segafredo             | 30 pts                    |                           |
| 4.                        | Xandro Meurisse           | Wanty-Gobert               | 27 pts                    |                           |
| 5.                        | Dylan Teuns               | Bahrain-Merida             | 13 pts                    |                           |
| 6.                        | Natnael Berhane           | Cofidis, Solutions Crédits | 13 pts                    |                           |
| 7.                        | Benjamin King             | Dimension Data             | 13 pts                    |                           |
| 8.                        | Alessandro De Marchi      | CCC Team                   | 12 pts                    |                           |
| 9.                        | Toms Skujiņš              | Trek-Segafredo             | 9 pts                     |                           |
| 10.                       | Niki Terpstra             | Total Direct Énergie       | 5 pts                     |                           |

### Classificação do melhor jovem(Maillot Blanc)
| Classificação dos jovens | Classificação dos jovens | Classificação dos jovens | Classificação dos jovens | Classificação dos jovens |
| Ciclista                 | Ciclista                 | Equipe                   | Tempo                    |                          |
| ------------------------ | ------------------------ | ------------------------ | ------------------------ | ------------------------ |
| 1.                       | Giulio Ciccone           | Trek-Segafredo           | 34h18m22s                |                          |
| 2.                       | Egan Bernal              | Team Ineos               | + 53s                    |                          |
| 3.                       | Enric Mas                | Deceuninck-Quick Step    | + 1m23s                  |                          |
| 4.                       | David Gaudu              | Groupama-FDJ             | + 1m52s                  |                          |
| 5.                       | Maximilian Schachmann    | Bora-Hansgrohe           | + 20m09s                 |                          |
| 6.                       | Laurens De Plus          | Team Jumbo-Visma         | + 23m37s                 |                          |
| 7.                       | Gregor Mühlberger        | Bora-Hansgrohe           | + 25m58s                 |                          |
| 8.                       | Lennard Kämna            | Team Sunweb              | + 31m13s                 |                          |
| 9.                       | Wout van Aert            | Team Jumbo-Visma         | + 31m20s                 |                          |
| 10.                      | Nils Politt              | Katusha-Alpecin          | + 35m57s                 |                          |

### Classificação por equipas(Classement par Équipe)
| Classificação por equipes | Classificação por equipes | Classificação por equipes | Classificação por equipes |
| Equipe                    | Equipe                    | Tempo                     |                           |
| ------------------------- | ------------------------- | ------------------------- | ------------------------- |
| 1.                        | Trek-Segafredo            | 103h29m48s                |                           |
| 2.                        | Movistar Team             | + 1m39s                   |                           |
| 3.                        | Groupama-FDJ              | + 1m44s                   |                           |
| 4.                        | UAE Team Emirates         | + 11m03s                  |                           |
| 5.                        | Ineos                     | + 12m33s                  |                           |
| 6.                        | Bora-hansgrohe            | + 13m42s                  |                           |
| 7.                        | EF Education First        | + 13m42s                  |                           |
| 8.                        | Team Jumbo-Visma          | + 13m42s                  |                           |
| 9.                        | Astana                    | + 16m59s                  |                           |
| 10.                       | Mitchelton-Scott          | + 17m31s                  |                           |

## Abandonos
- Tejay van Garderen, com uma lesão na mão devido a uma queda na etapa anterior, não tomou a saída.[2]
- Christophe Laporte, depois de vários dias doente, abandonou durante o transcurso da etapa.[3]